# Глизе 438
Глизе 438 (лат. Gliese 438) — звезда в созвездии Центавра на расстоянии около 27 световых лет от нас.

## Характеристики
О звезде известно очень мало, поскольку количество её исследований невелико. Известно, что это красный карлик главной последовательности. Масса и диаметр звезды приблизительно равны 40 % и 39 % солнечных соответственно. Исследователи предполагают, что у звезды есть тусклый субзвёздный компаньон (как, например, у Грумбридж 1830), однако обнаружить его пока не удалось.

## Ближайшее окружение звезды
Следующие звёздные системы находятся на расстоянии в пределах 10 световых лет от Глизе 438:
| Звезда     | Спектральный класс | Расстояние, св. лет |
| CD-51 6859 | M3 V               | 5,8                 |
| L 399-68   | M3,5 V             | 6,3                 |
| HR 4523    | G3-5 V / M V       | 6,3                 |
| HIP 54298  | ?                  | 6,9                 |
| L 471-42   | M4 V               | 8,4                 |
| L 396-7    | M3,5 V             | 8,9                 |
| HIP 50798  | ?                  | 9,2                 |
| CD-31 9113 | M2 V               | 9,8                 |